# Reiner Maria Daelen
Reiner Maria Daelen (* 11. August 1843 in Lendersdorf (heute ein Stadtteil von Düren); † 2. August 1905 in Baden-Baden) war ein deutscher Eisenhütten-Ingenieur und Erfinder.

## Leben
Reiner Maria Daelen war ein Sohn des Eisenhütten-Ingenieurs Reiner Daelen. Er besuchte die Gewerbeschule in Hagen und arbeitete danach in einem Hüttenbetrieb in Hörde. Von 1868 bis 1870 war er als Hütteningenieur in Le Creusot tätig. Mit dem Kriegsausbruch beendete er seine Tätigkeit dort und trat in das Heerdter Unternehmen Daelen & Burg ein. 1877 machte er sich als Zivilingenieur in Düsseldorf selbständig. Er erfand eine dampfhydraulische Presse und beschäftigte sich mit Stahlguss und mit flüssigem Roheisen.
Reiner Maria Daelen war Mitglied des Vereins Deutscher Ingenieure (VDI). Zunächst gehörte er dem VDI-Zweigverein Technischer Verein für Eisenhüttenwesen an, später dem Niederrheinischen Bezirksverein des VDI. Er war der erste Vorsitzende der Eisenhütte Düsseldorf, des 1893 gegründeten Zweigvereins des Vereins Deutscher Eisenhüttenleute.
Reiner Maria Daelen war seit 1873 mit Clotilde, geborene La Ruelle, verheiratet. Das Ehepaar hatte eine Tochter und drei Söhne. Er starb kurz vor Vollendung seines 62. Lebensjahres im August 1905. Seine Frau war bereits 1897 gestorben.